# Voer (rivier in Limburg)

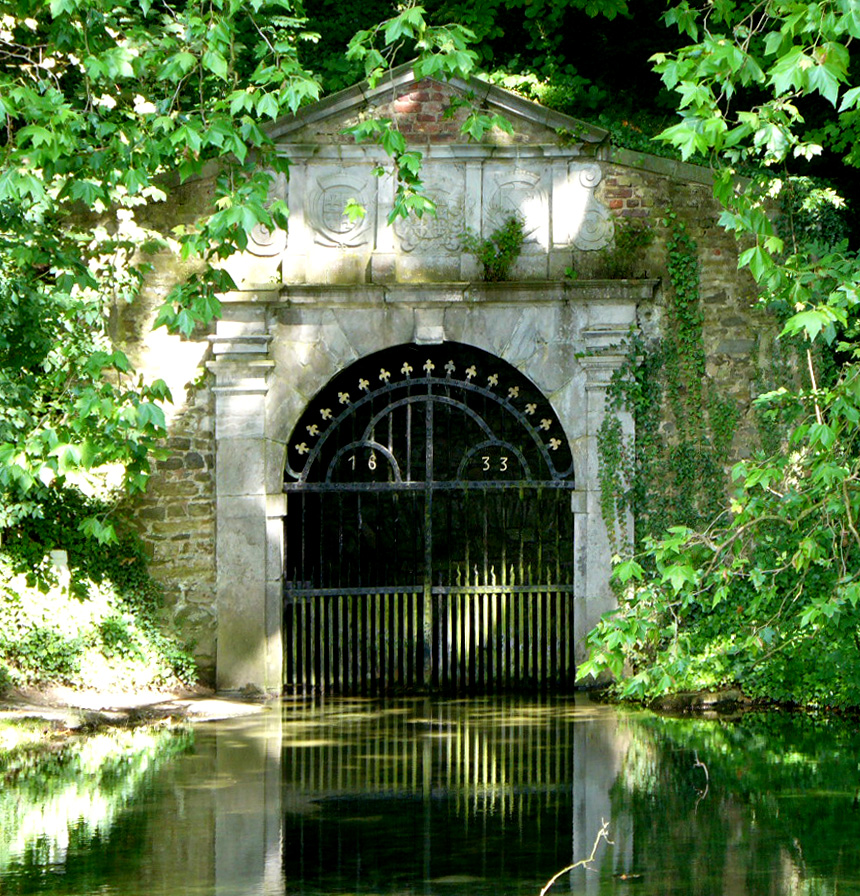
De bron van de Voer bij de Commanderij van Sint-Pieters-Voeren

De Voer is een zijrivier van de Maas die in het Voerdal door het oosten van België en door het uiterste zuiden van Nederlands Limburg (bij Mesch en Eijsden) stroomt. Zowel de Voerstreek, de gemeente Voeren alsmede de daarin gelegen plaatsen 's-Gravenvoeren, Sint-Martens-Voeren en Sint-Pieters-Voeren hebben hun naam aan deze beek te danken. Bij de Commanderij van Sint-Pieters-Voeren ligt de bron van het riviertje. De waterkwaliteit van de Voer is matig te noemen door het veelal ongezuiverd lozen van huishoudelijk afvalwater in de Voer en zijn zijbeken. Sinds de inwerkingtreding in 2020 van een rioolwaterzuiveringsinstallatie in 's-Gravenvoeren is hier verbetering in gekomen.
Op 17-18 mei 2024 werden Sint-Martens-Voeren en 's-Gravenvoeren getroffen door een overstroming doordat de Voer na hevige regenval buiten de oevers trad.

## Loop

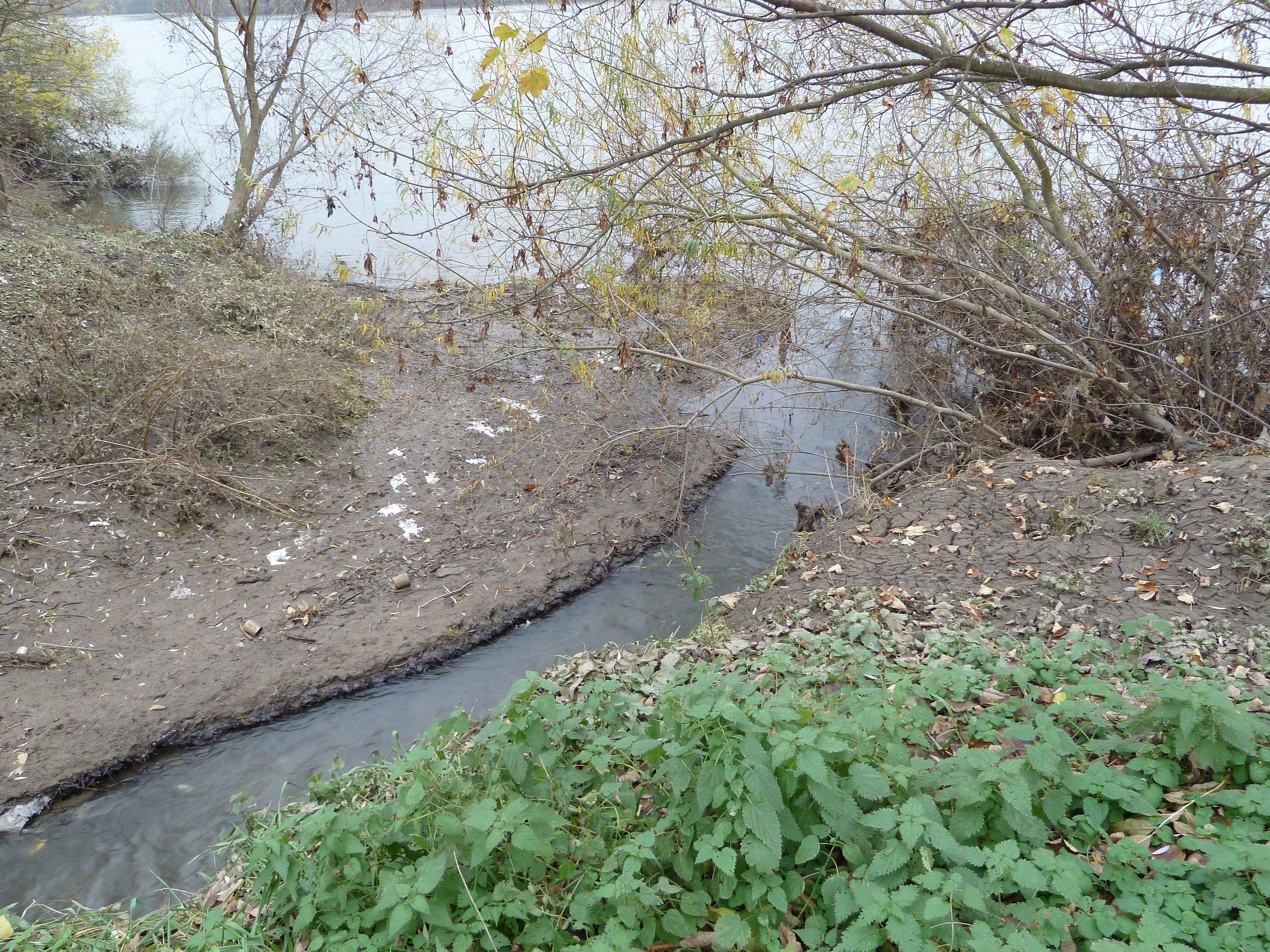
De monding in de Maas

De Voer kent een drietal zijrivieren: de rechterzijrivier is de Veurs, die komt uit het gelijknamige gehucht van Sint-Martens-Voeren. De tweede rechterzijrivier is de Noor of Noorbeek, die komt uit het gelijknamige Nederlandse dorp Noorbeek. De namen Noor(d) en Noor(d)beek zijn neologismen (19e, 20e eeuw). De oude naam is "Langwater". De linkerzijrivier ten slotte is de Beek, die komt uit het dorp Weerst in de provincie Luik.
De Voer komt door en langs verschillende plaatsen. Van de bron in Sint-Pieters-Voeren tot aan de monding in de Maas zijn dit stroomafwaarts gezien Berg, Sint-Martens-Voeren, Schophem, Ketten, 's-Gravenvoeren, Mesch, Withuis, Hoog-Caestert en Laag-Caestert.
De zuidelijke grens van het stroomgebied wordt grotendeels gevormd door de heuvelrug waarover de N608 loopt. Het Plateau van Margraten vormt de noordelijke grens.

## Watermolens
Op de Voer draaiden meerdere kopermolens, waarbij ook messingwerk aansloot (Sint-Martens-Voeren, Eijsden 1600 - 1800) en papiermolens (Sint-Martens-Voeren, Schoppem 1573 - 1820).
Zowel in België als Nederland zijn er verschillende watermolens geweest die gebruikmaken van het water van de Voer, waarvan er thans nog een aantal resteren. Vanaf de bron bij Commanderij van Sint-Pieters-Voeren lagen stroomafwaarts tot aan de monding van de Maas onder andere de volgende watermolens op de Voer:
- Ordenmolen aan de straat Ordenmolen en bij de Rue du Moulin in Sint-Pieters-Voeren

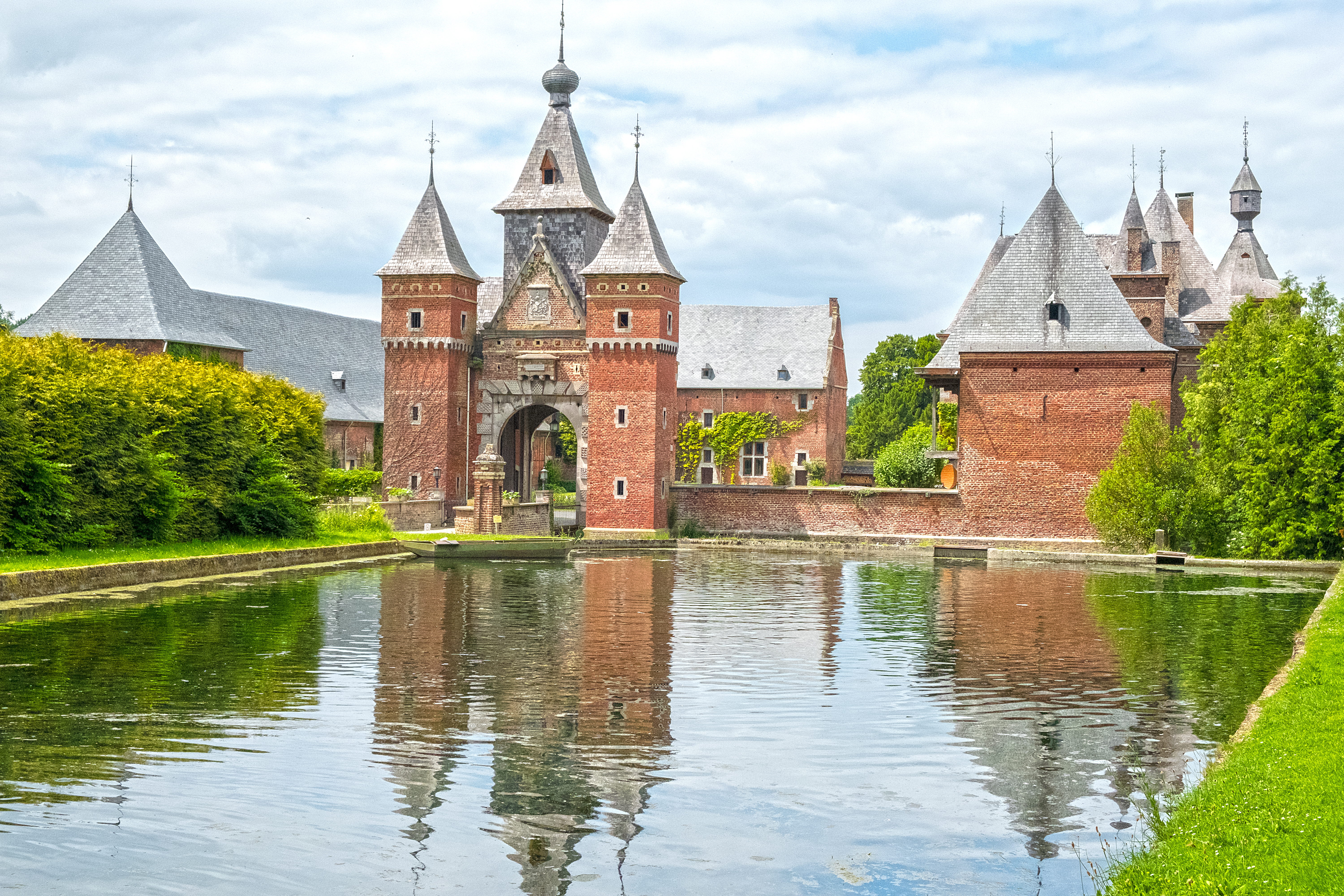
In de vijvers bij de Commanderie wordt vis gekweekt
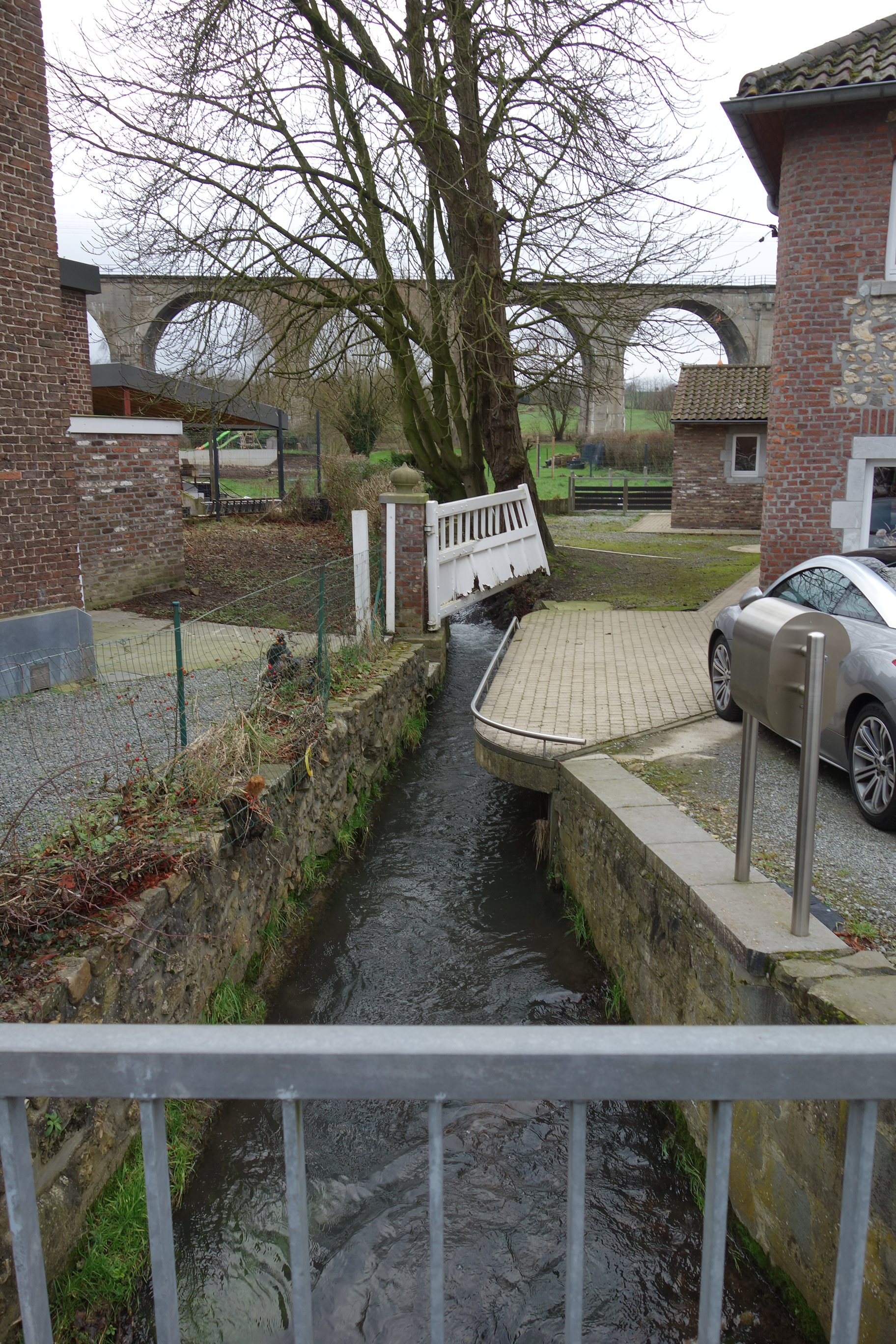
Molen van Frisen aan de straat Onder 't Spoor in Sint-Martens-Voeren
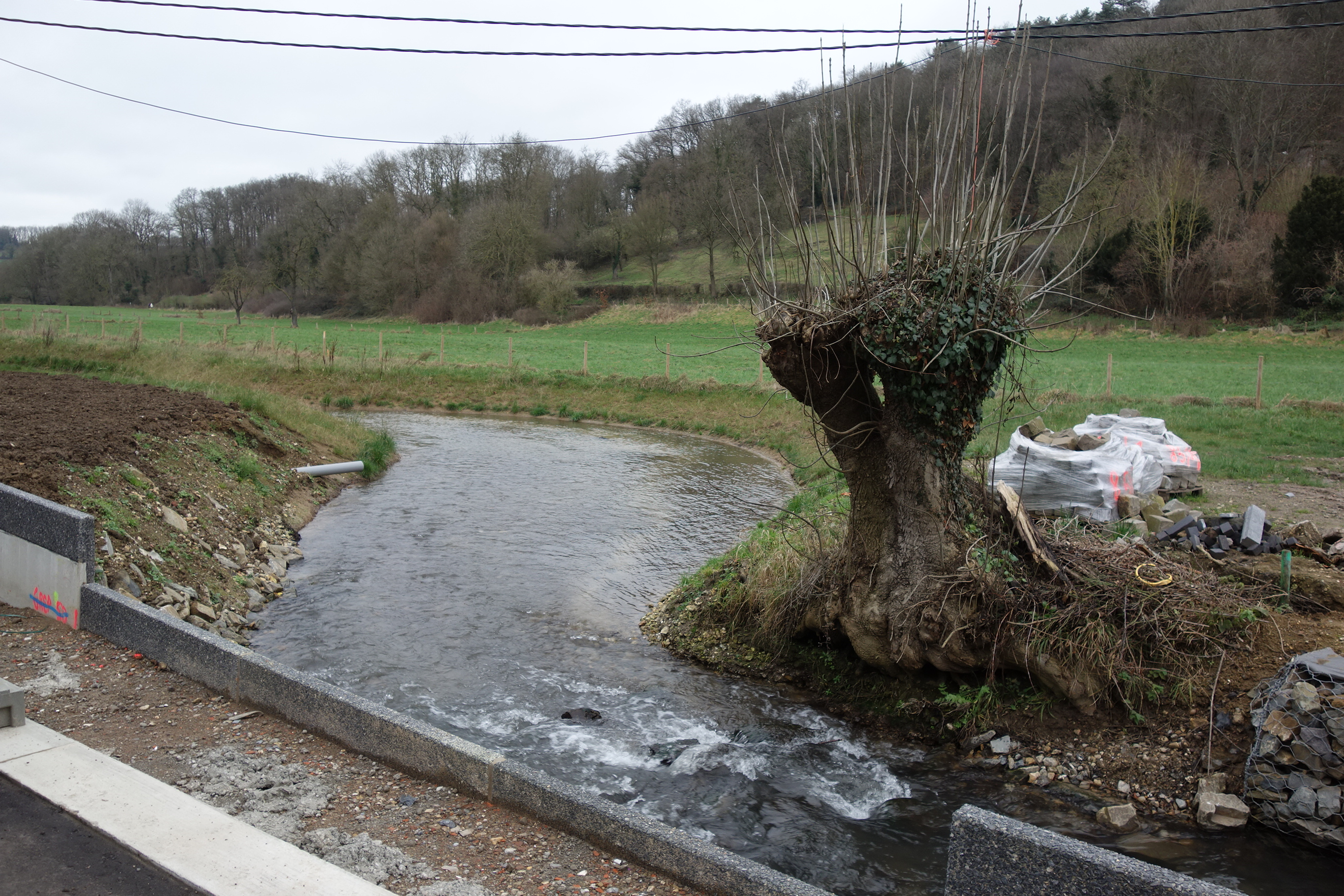
Kunstmatig aangelegde meander bij Schophem
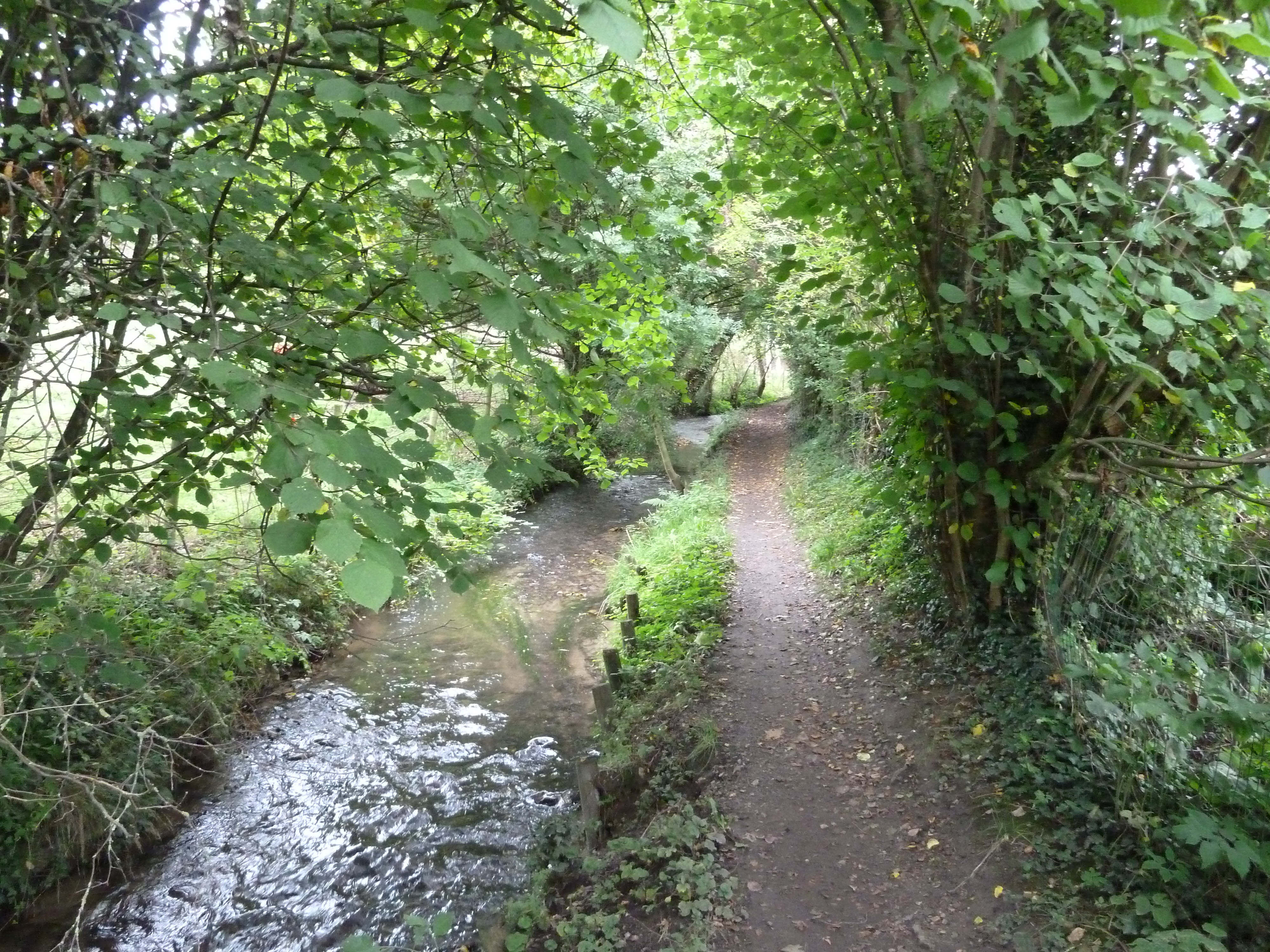
Pompmolen (bij het kasteel van Ottegraeven) aan de straat Ottegraeven in Sint-Martens-Voeren
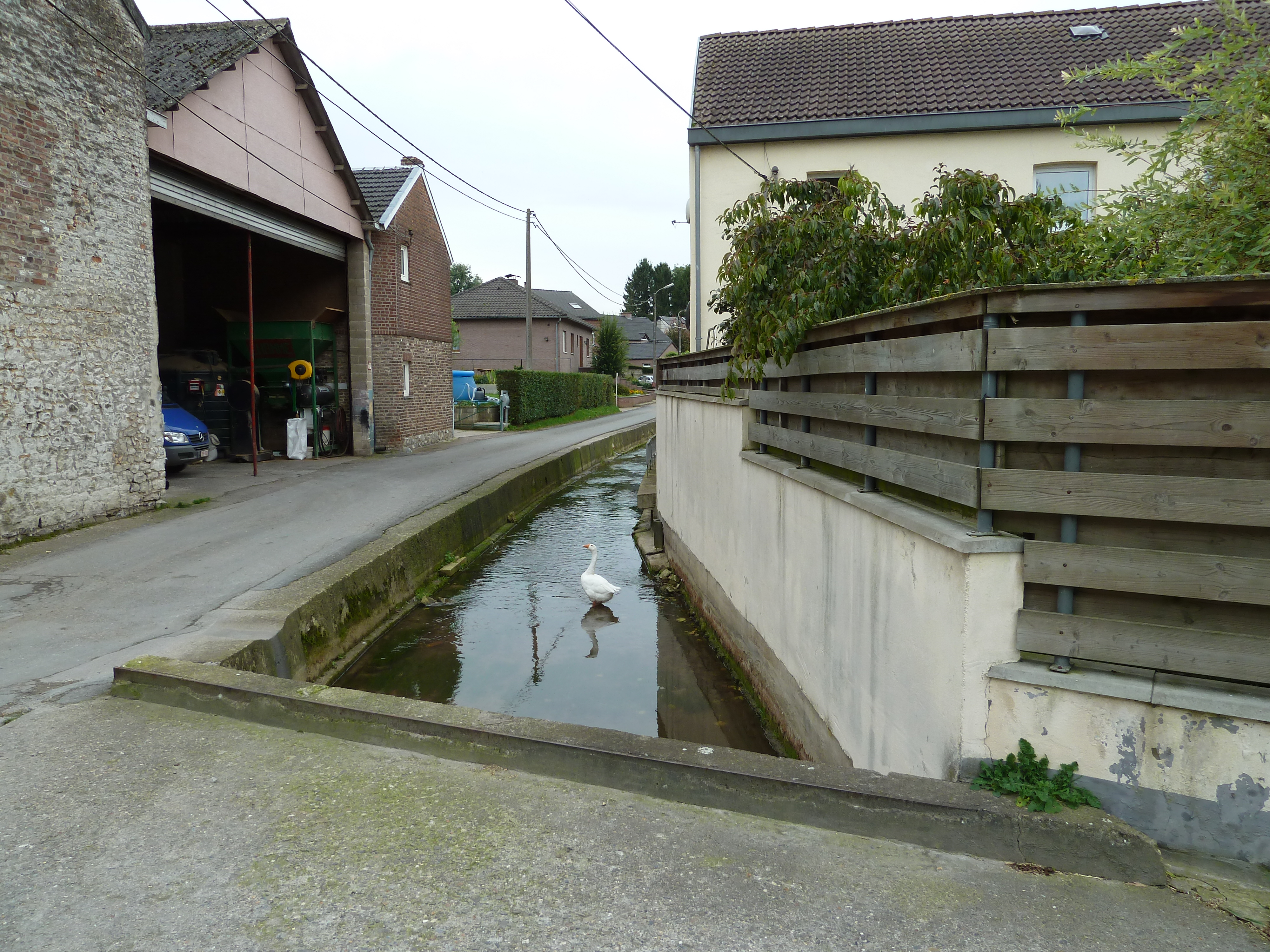
Molen op de Meulenberg aan de straat Meulenberg in 's-Gravenvoeren
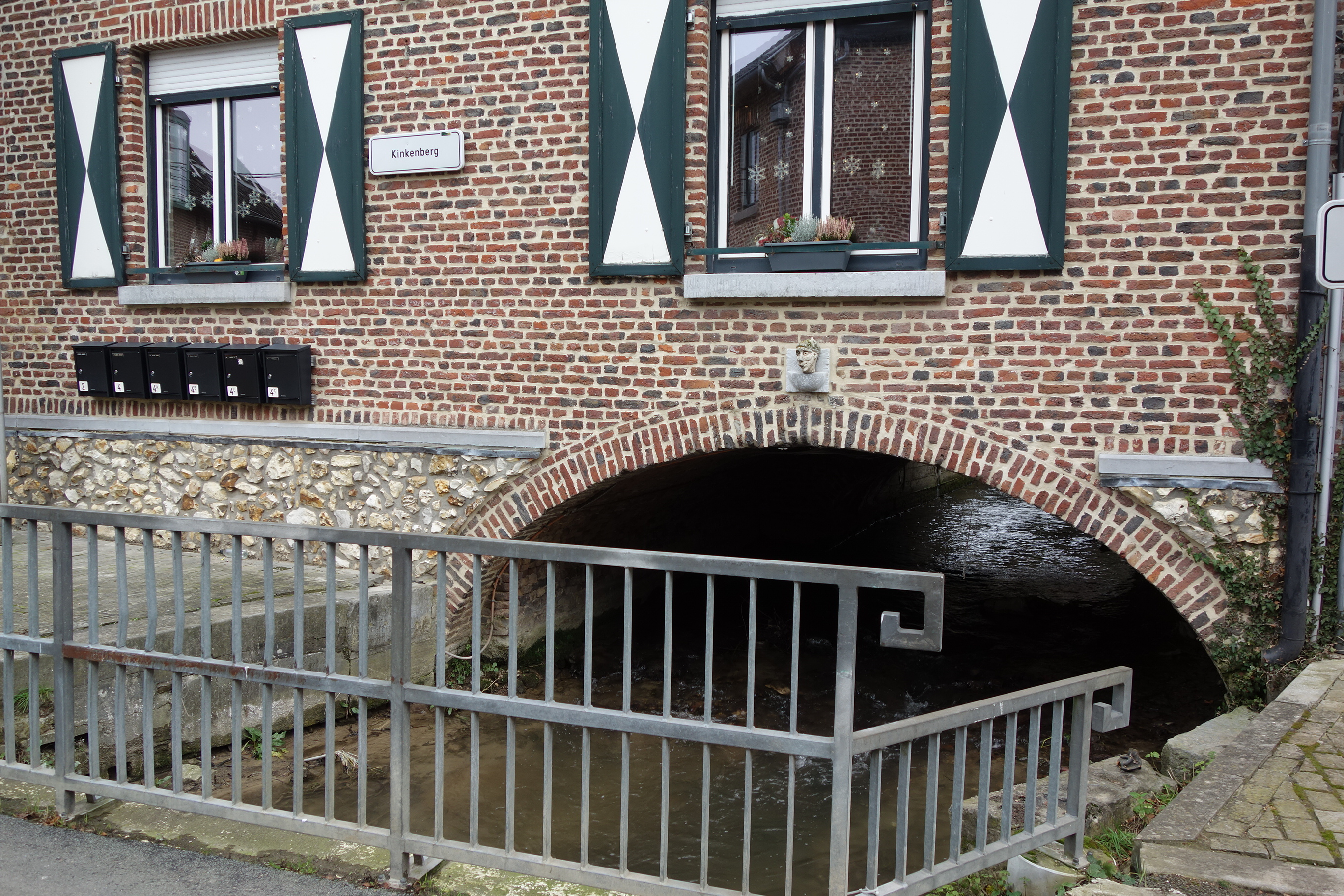
Molen van Lhomme aan de straat Molen in 's-Gravenvoeren
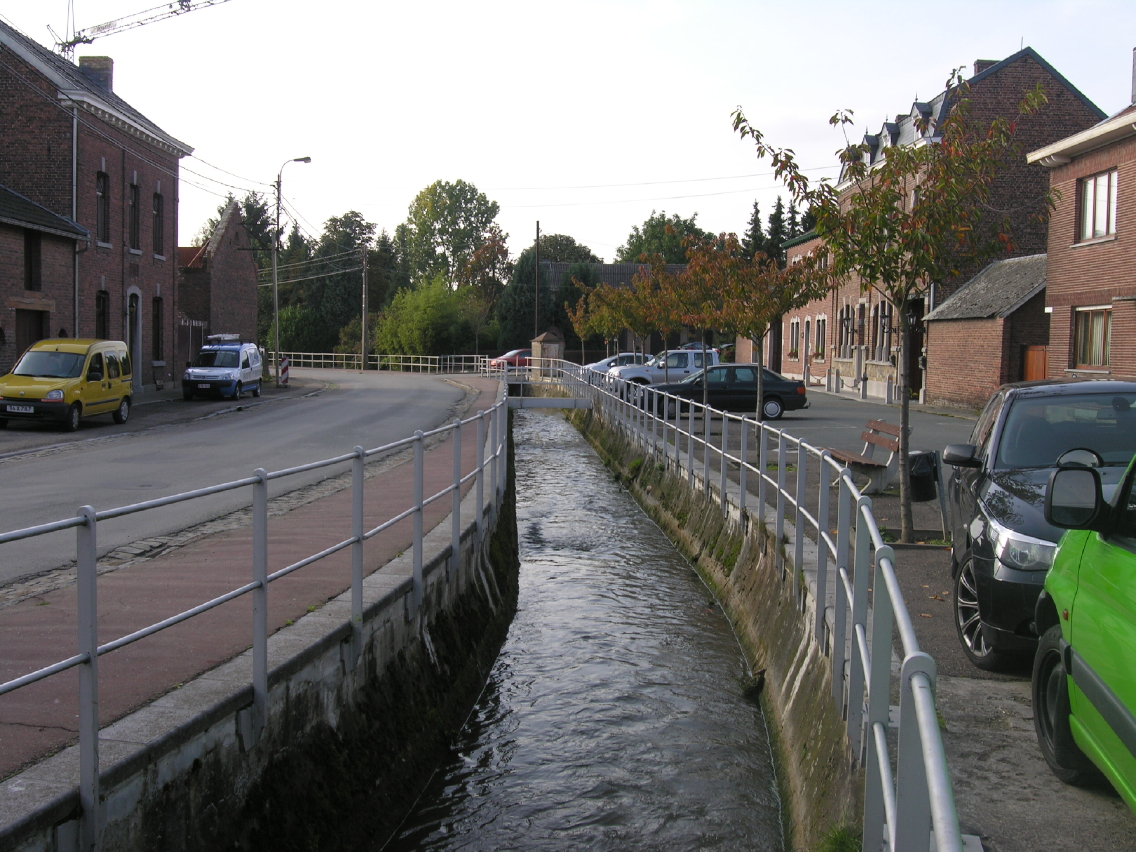
Molen Janssen aan de straat Hoogstraat in 's-Gravenvoeren
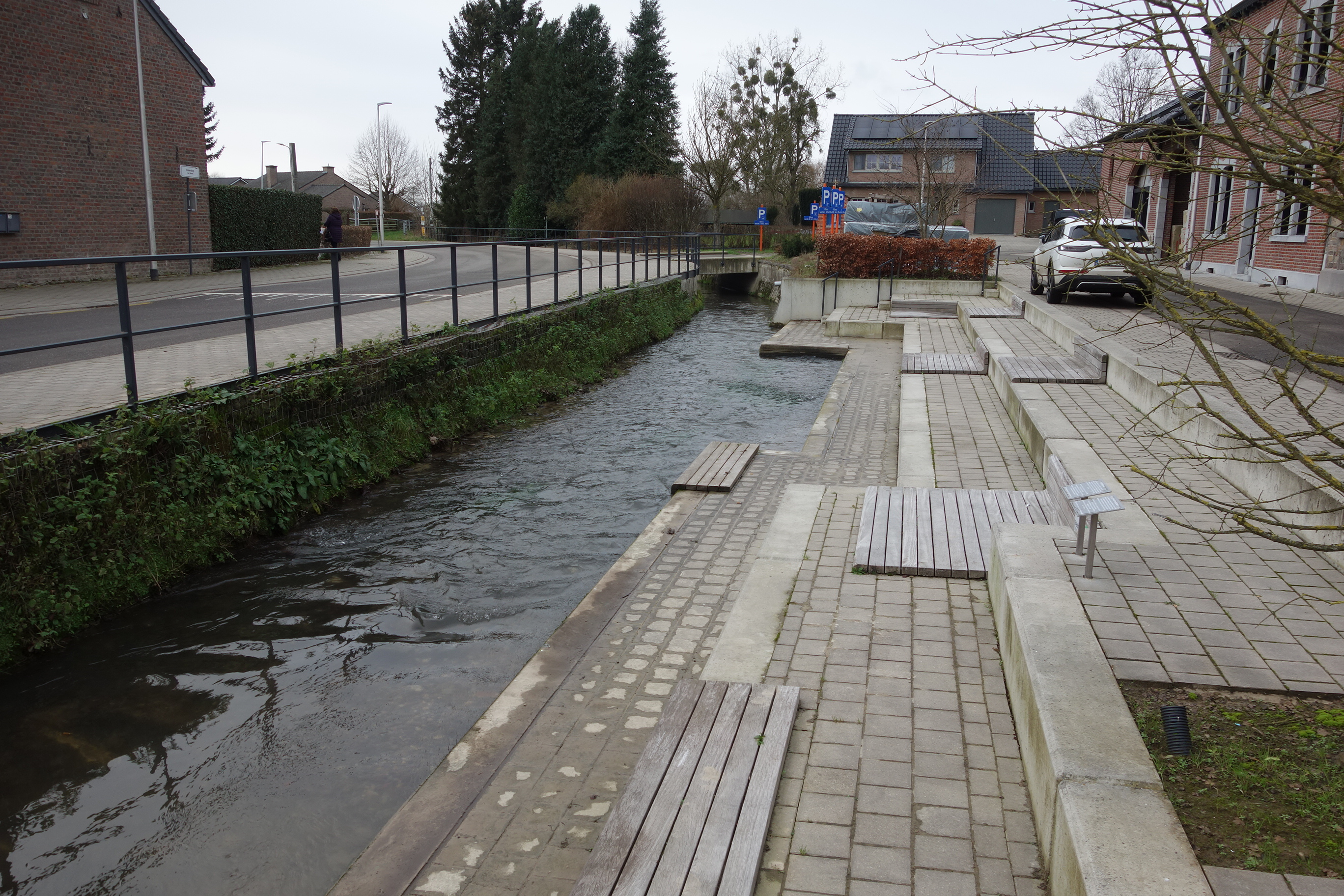
Meuleken aan de straat Moleke in 's-Gravenvoeren
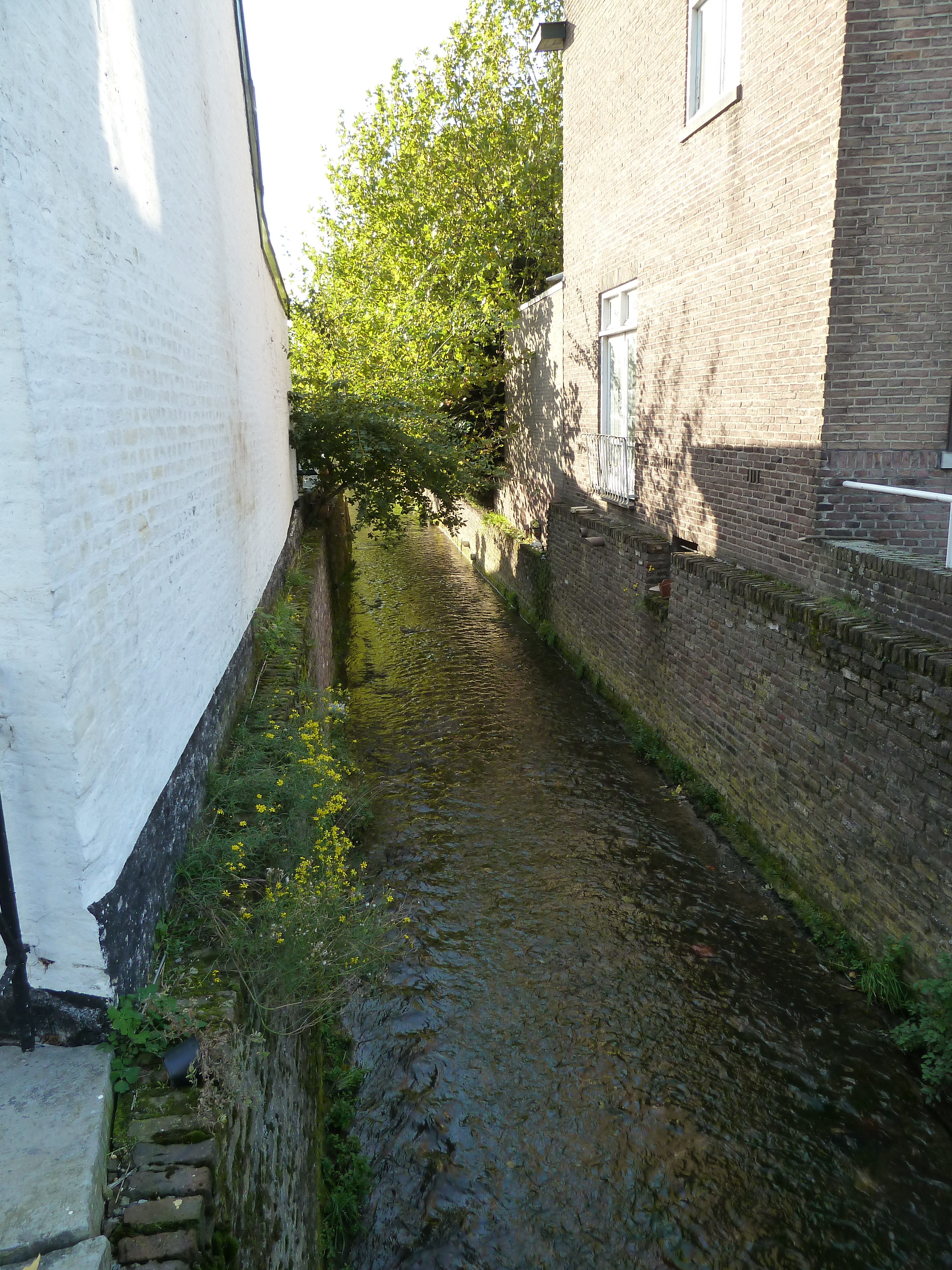
dubbele Meschermolen aan de straat Meschermolen in Mesch
- Muggemolen in de hoek van de Voerstraat met de Muggenweg in Eijsden
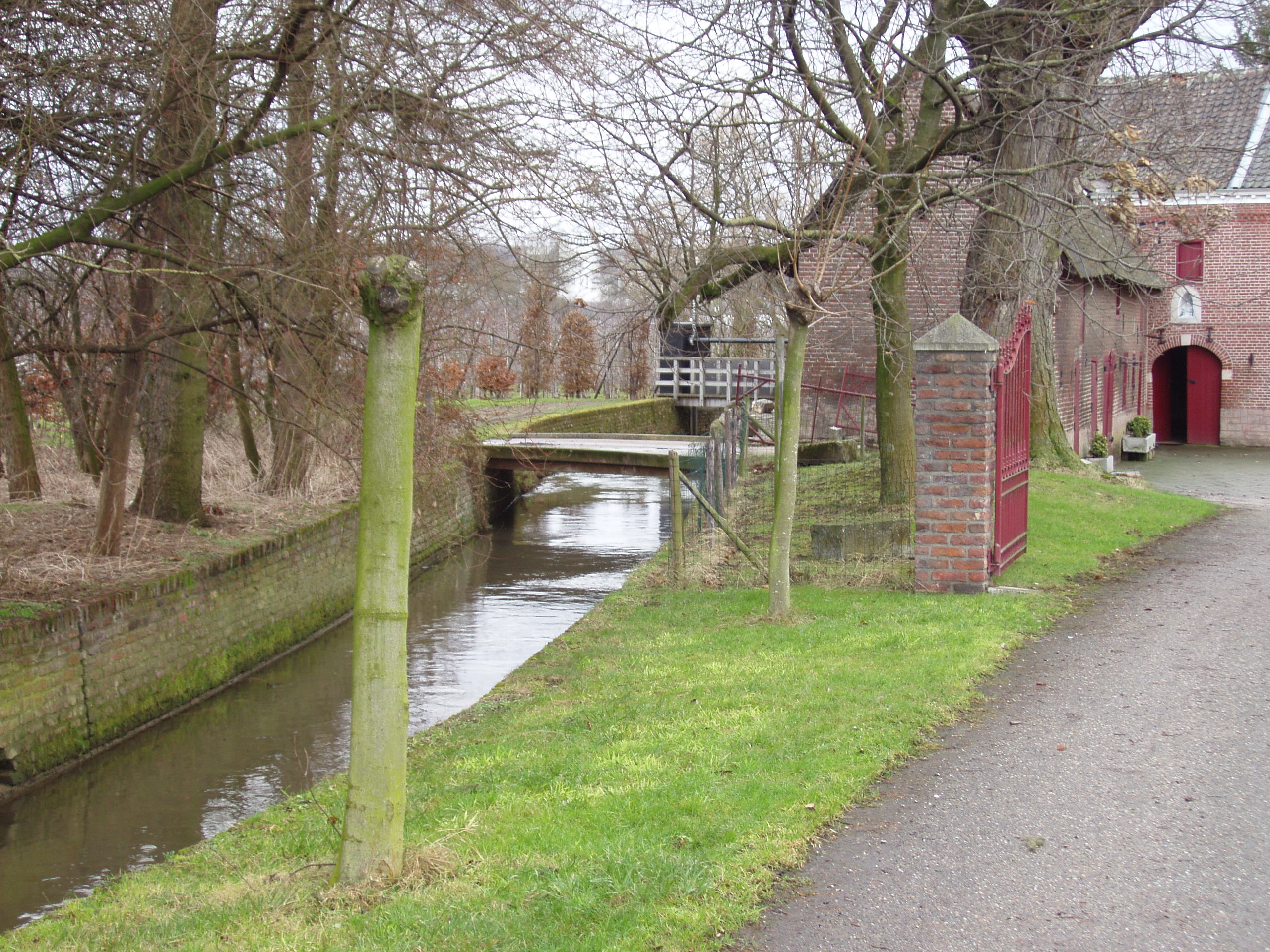
Breustermolen aan de straat Kapelkesstraat in Hoog-Caestert, Eijsden
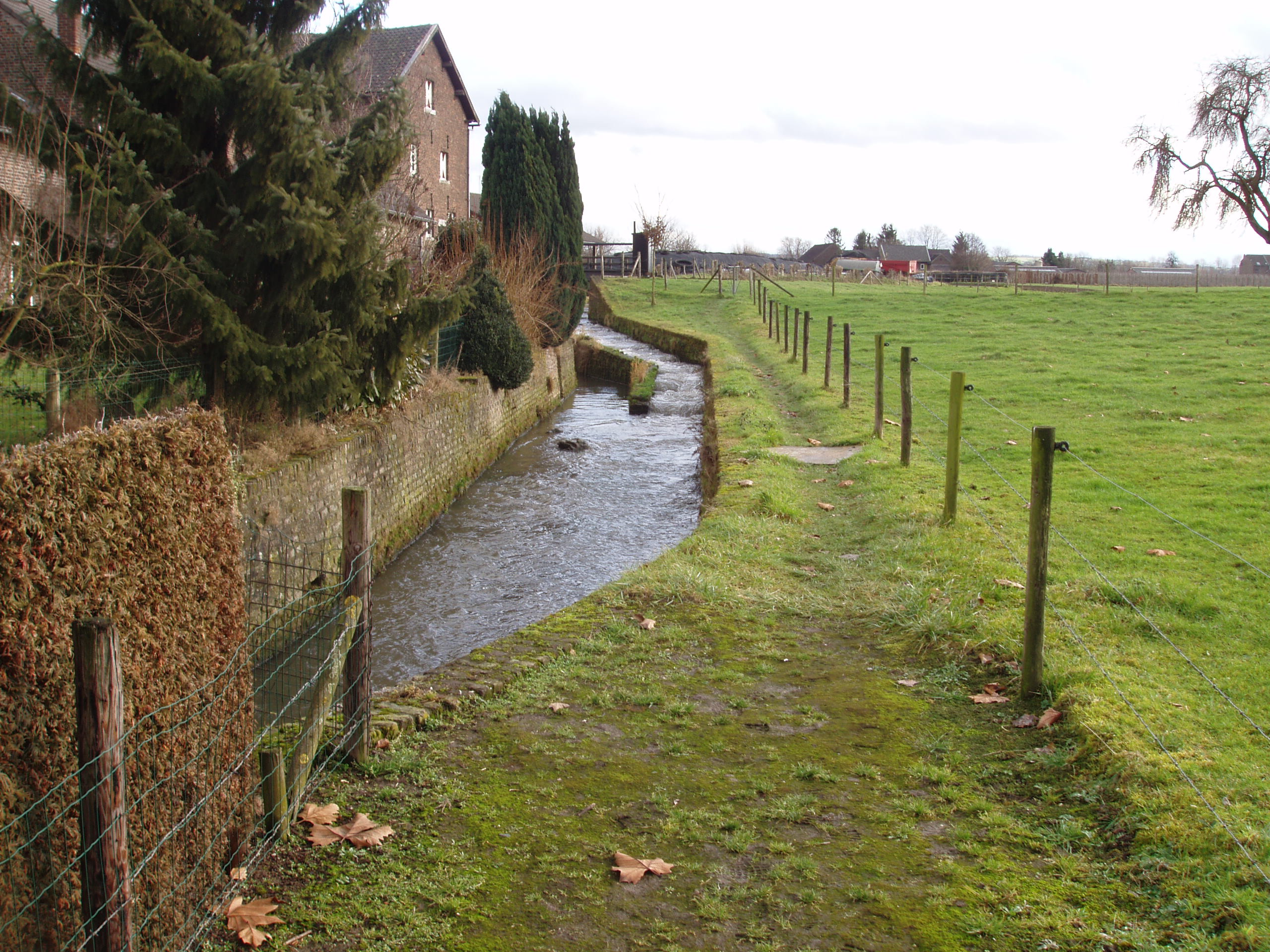
Graanmolen van Eijsden aan de kruising Steegstraat - Molenstraat in Laag-Caestert, Eijsden
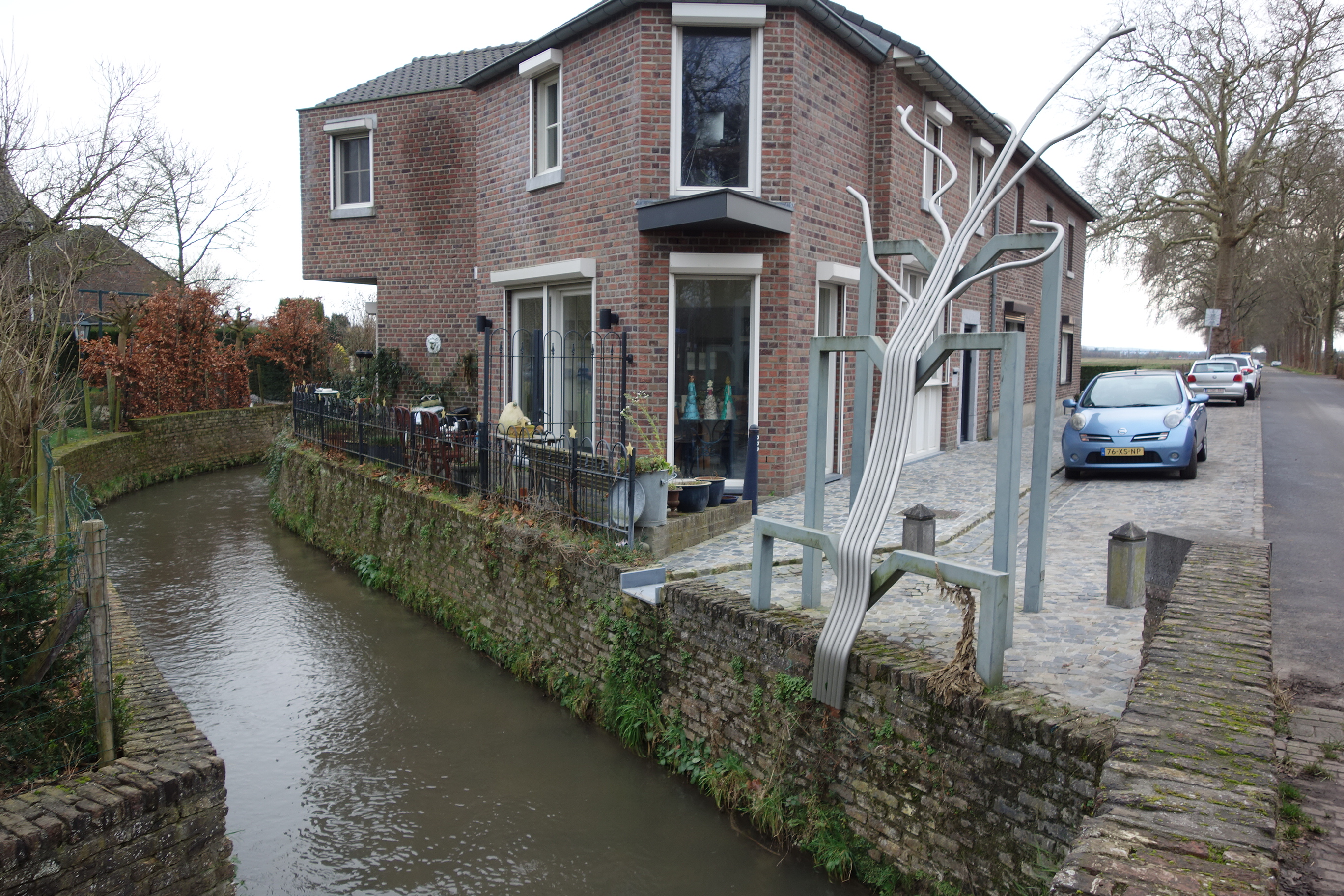
Zaagwatermolen aan de straat Graaf de Geloeslaan in Laag-Caestert, Eijsden
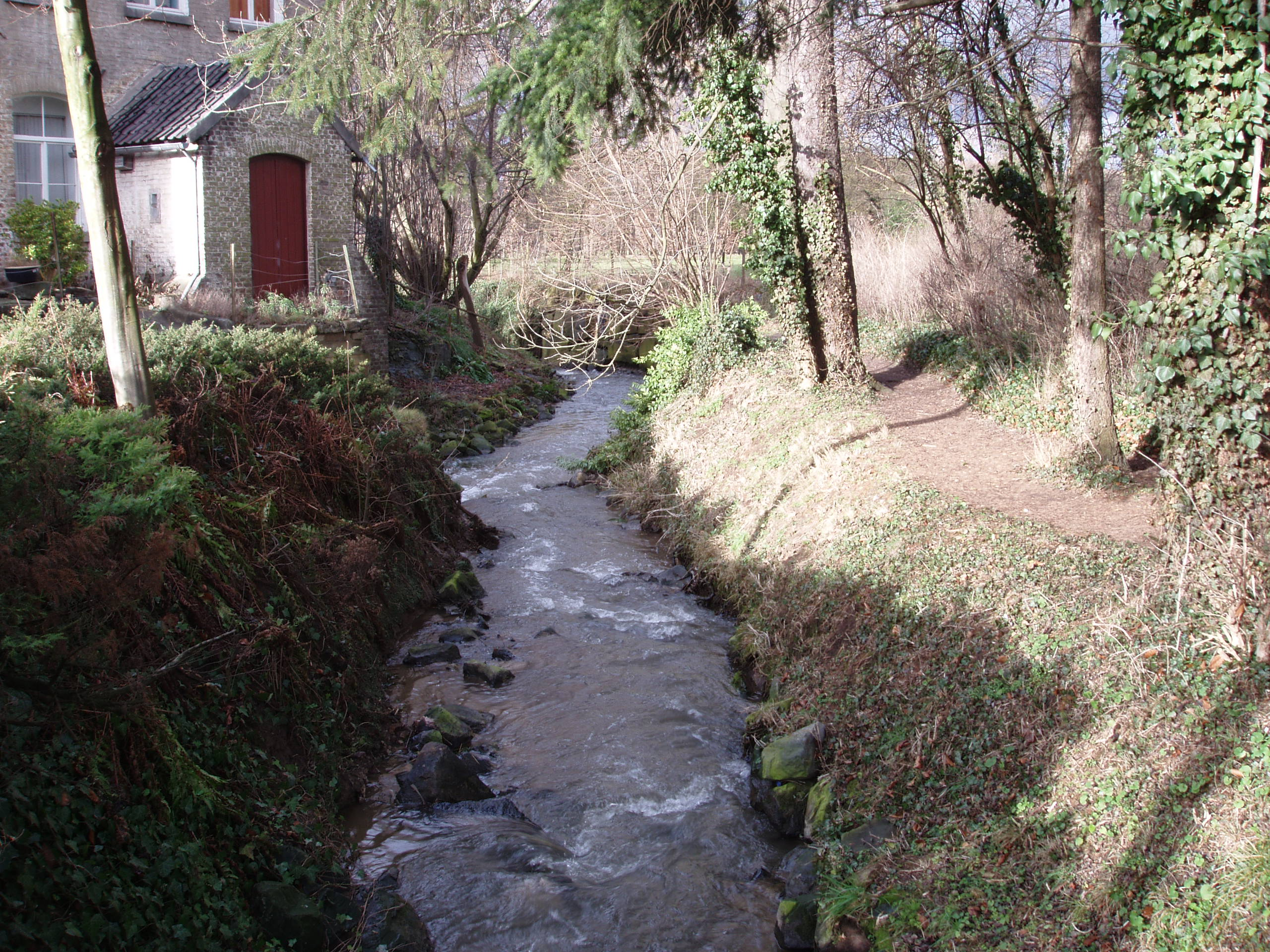
De Voer bij de Zaagwatermolen in Laag-Caestert
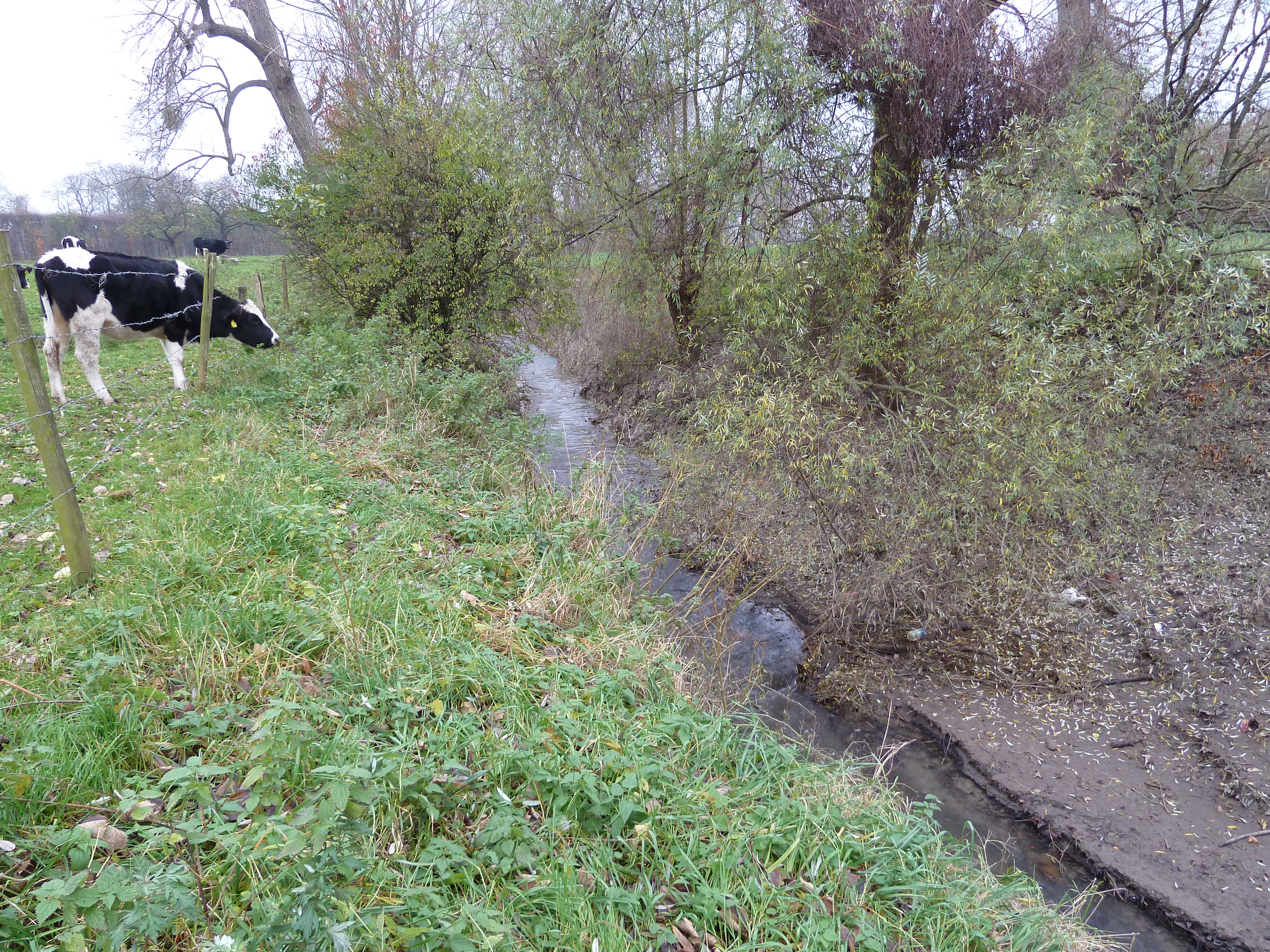
De Voer vlak voor de monding in de Maas